# Оксид висмута(III)
Оксид висмута(III) — бинарное неорганическое соединение металла висмута и кислорода с формулой Bi2O3, желтовато-белые кристаллы, не растворимые в воде.

## Получение
- В природе встречается минерал бисмит — оксид висмута  Bi2O3.

- Сгорание висмута на воздухе:

{\displaystyle {\mathsf {4Bi+3O_{2}\ {\xrightarrow {500-1000^{o}C}}\ 2Bi_{2}O_{3}}}}
- Разложение нитрата висмута:

{\displaystyle {\mathsf {4Bi(NO_{3})_{3}\ {\xrightarrow {700^{o}C}}\ 2Bi_{2}O_{3}+12NO_{2}+3O_{2}}}}
- Окисление сульфида висмута:

{\displaystyle {\mathsf {2Bi_{2}S_{3}+9O_{2}\ {\xrightarrow {400^{o}C}}\ 2Bi_{2}O_{3}+6SO_{2}}}}

## Физические свойства
Оксид висмута(III) образует желтовато-белые кристаллы, которые имеют четыре кристаллические модификации:
- α-Bi2O3, моноклинная сингония (псевдоромбическая), пространственная группа P 21/c, параметры ячейки a = 0,585 нм, b = 0,8166 нм, c = 1,3827 нм, β = 90°, Z = 8, при нагревании на воздухе при 727°С частично теряет кислород и переходит в δ-Bi2O3-x.
- β-Bi2O3, ярко-жёлтые кристаллы, тетрагональная сингония, пространственная группа I 4/mm, параметры ячейки a = 0,385 нм, c = 1,225 нм, Z = 2, образуется при охлаждении δ-Bi2O3 до 646°С, а при 620-605°С переходит в α-Bi2O3.
- γ-Bi2O3, ярко-жёлтые кристаллы, кубическая сингония, пространственная группа I 23, параметры ячейки a = 1,076 нм, Z = 12, образуется при охлаждении в среде кислорода δ-Bi2O3 до 635°С.
- δ-Bi2O3, оранжевые кристаллы, кубическая сингония, пространственная группа P n3m, параметры ячейки a = 0,566 нм, Z = 2.

Нерастворим в воде, p ПР = 78,30.

## Химические свойства
- Реагирует с концентрированными горячими кислотами:

{\displaystyle {\mathsf {Bi_{2}O_{3}+6HCl\ {\xrightarrow {70-80^{o}C}}\ 2BiCl_{3}+3H_{2}O}}}
- С плавиковой кислотой образует фторид висмутила:

{\displaystyle {\mathsf {Bi_{2}O_{3}+2HF\ {\xrightarrow {}}\ 2BiOF\downarrow +H_{2}O}}}
- С хлором реакция идет с образованием хлорида висмутила:

{\displaystyle {\mathsf {Bi_{2}O_{3}+2Cl_{2}\ {\xrightarrow {T}}\ 2BiOCl+Cl_{2}O}}}
- Молекулярный водород восстанавливает до металла:

{\displaystyle {\mathsf {Bi_{2}O_{3}+3H_{2}\ {\xrightarrow {240-270^{o}C}}\ 2Bi+3H_{2}O}}}
- Под действием окислителей образуются висмутаты:

{\displaystyle {\mathsf {2Bi_{2}O_{3}+2Na_{2}O_{2}+O_{2}\ {\xrightarrow {450-600^{o}C}}\ 4NaBiO_{3}}}}
{\displaystyle {\mathsf {Bi_{2}O_{3}+2Na_{2}O_{2}+2NaOH\ {\xrightarrow {400-500^{o}C}}\ 2Na_{3}BiO_{4}+H_{2}O}}}

## Применение
- Вяжущее и антисептическое средство.
- Флюс в производстве эмалей, керамики, специальных стёкол.